# 24232 Lanthrum
24232 Lanthrum là một tiểu hành tinh vành đai chính với chu kỳ quỹ đạo là 1666.4747906 ngày (4.56 năm).
Nó được phát hiện ngày 7 tháng 12 năm 1999.